# Весняное (Ровненская область)
Весняное (укр. Весняне) — село в Корецкой городской общине Ровненского района Ровненской области Украины.
До 2020 года входило в Корецкий район.
Население по переписи 2001 года составляло 894 человека. Почтовый индекс — 34713. Телефонный код — 3651.